# Annette Jünemann
Annette Jünemann (* 18. August 1959 in Hamburg) ist eine deutsche Politikwissenschaftlerin und Professorin für Internationale Beziehungen der Helmut-Schmidt-Universität/Universität der Bundeswehr Hamburg.

## Leben
Sie studierte Politikwissenschaften an der Ludwig-Maximilians-Universität in München. Nach Auslandsaufenthalten in Italien promovierte sie im Januar 1993 an der Universität Hamburg. Danach nahm sie ein Habilitations-Stipendium der Deutschen Forschungsgemeinschaft in Anspruch, das Forschungsaufenthalte in Brüssel, Rom, Madrid, Barcelona und Paris beinhaltete. Im Juli 2000 habilitierte Annette Jünemann an der Universität Kassel. Sie war dort Privatdozentin, bis sie 2003 für knapp ein Jahr einem Ruf an die Universität der Bundeswehr München folgte.
Seit Oktober 2003 ist Jünemann Inhaberin der Professur für Politikwissenschaft mit Schwerpunkt Internationale Politik des Instituts für Internationale Politik der Fakultät für Wirtschafts- und Sozialwissenschaften der Helmut-Schmidt-Universität/Universität der Bundeswehr Hamburg. Ihre Forschungsschwerpunkte liegen im Bereich Internationale Beziehungen, insbesondere Außenbeziehungen der Europäischen Union. Regionaler Schwerpunkt ist der Mittelmeerraum, der Nahe Osten und Nordafrika.

## Werke
- Der Nahe Osten im Umbruch. Zwischen Transformation und Autoritarismus. VS Verlag für Sozialwissenschaften, Wiesbaden, 2010.
- Italien und Europa. Festschrift für Hartmut Ullrich zum 65. Geburtstag. Peter-Lang Verlag, Frankfurt a. M. 2008.
- The EU as an External Democracy Promoter. Die externe Demokratieförderung der EU. Schriftenreihe des Arbeitskreises Europäische Integration e. V., Nomos Verlag, Baden-Baden, 2007.
- 10 Jahre Euro-Mediterrane Partnerschaft – Bilanz und Perspektiven, Sonderheft Orient, Jg. 46/2005/Heft 3
- Die Sicherheits- und Verteidigungspolitik der Zivilmacht Europa. Ein Widerspruch in sich? HSFK-Report 13/2002, Frankfurt a. M., Leibniz-Institut Hessische Stiftung Friedens- und Konfliktforschung (HFSK).
- Italiens Nahostpolitik von 1980 bis 1990 : Handlungsspielräume einer national eigenständigen Interessenpolitik unter besonderer Berücksichtigung der Achille-Lauro-Affäre, Baden-Baden : Nomos-Verl.-Ges., 1993 (Dissertation)